# Pratt & Whitney JT3D
El Pratt & Whitney JT3D es un turbofán de sus tiempos iniciales, derivado del turborreactor Pratt & Whitney JT3C. Alrededor de 8000 JT3D fueron producidos entre 1959 y 1985. La mayoría de los JT3D que continúan en servicio en la actualidad lo hacen en aviones de tipo militar, como en el caso de aviones de la Fuerza Aérea de EE. UU. (USAF), entidad que designó propiamente a estos motores como TF33.
Tras un largo uso por parte de las aerolíneas y ejércitos de estos motores, hoy en día ya son cada vez menos los aviones que se impulsan con los JT3D.
Un número cercano a los 135 aviones KC-135 usan motores del tipo JT3D todavía, mientras que otros 354 aparatos fueron equipados con motores CFM56, que no solo son más potentes, sino que además tienen un consumo inferior de combustible (haciéndolos más económicos), y tienen la ventaja de ser menos ruidosos.
El ruido que producen estos motores es una de las causas de que la OTAN se encuentre debatiendo sobre re-equipar a su flota de aviones E-3 con nuevos motores que cumplan con las normativas actuales de emisión de ruido, normativas a las cuales no se encuentran sujetos los viejos motores de Pratt & Whitney.
La flexibilidad operacional de estos aviones se vería aumentada gracias al mayor poderío de empuje de los aviones; aumentando el techo de vuelo de estos,  los radares con los que están equipados cubrirían una mayor superficie. Como ejemplo de lo mencionado anteriormente, los aviones de la RAF y los de las fuerzas aéreas de Francia y Arabia Saudita vuelan más alto que sus contrapartes estadounidenses/OTAN.
Otro conocido avión que también fue equipado con motores JT3D (en su variante TF33) fue el B-52 Stratofortress. El modelo "H" de este avión fue el único equipado con este tipo de motores turbofan, y es el único bombardero de tipo pesado que todavía permanece en servicio con la USAF, hasta por lo menos el año 2030.
- Datos: Q2107961
- Multimedia: Pratt & Whitney TF33 / Q2107961